# لیوژوو
لیوژوو (به ژوانگ: Liujcouh Si)(به چینی: 柳州市، به پین‌یین: Liǔzhōu Shì) یک شهر در سطح ولایت در جمهوری خلق چین است که در منطقه خودمختار گوانگشی ژوانگ واقع شده‌است.

## خصوصیات
شهر در سطح ولایت لیوژوو ۱۸٬۶۷۷ کیلومترمربع مساحت و ۳٬۷۵۸٬۷۰۰ نفر جمعیت دارد.
۳۵٪ جمعیت شهر مردم ژوانگ، ۴۹٪ مردم هان، ۶٪ مردم دونگ و ۶٪ مردم میائو می باشد. بقیهٔ‌ جمعیت این واحد تقسیماتی را سایر اقلیت‌های قومی تشکیل می‌دهند.

## خواهرخوانده
شهرهای سینسینتی، اوهایو و پاساو خواهرخوانده‌های لیوژوو هستند.